# Pedro de Ribadeneyra
Pedro de Ribadeneyra, född den 1 november 1527 i Toledo, död den 22 september 1611 i Madrid, var en spansk jesuit.
Ribadeneyra, som 1560 var provinsial över Etrurien, har stor historisk betydelse som sin ordens förste bibliograf. Ribadeneyra skrev även andra ordenshistoriska arbeten, som Vita Ignatii Loyolæ, den första fullständiga Loyolabiografien, vanligen kallad Vita altera (1572, ofta omtryckt och översatt) och helgonlegendariet Flos sanctorum. Hans utvalda skrifter utgavs 1868 av Vicente de la Fuente, hans brev är tryckta i "Monumenta historiæ societatis Jesu".